# Nicki Thiim

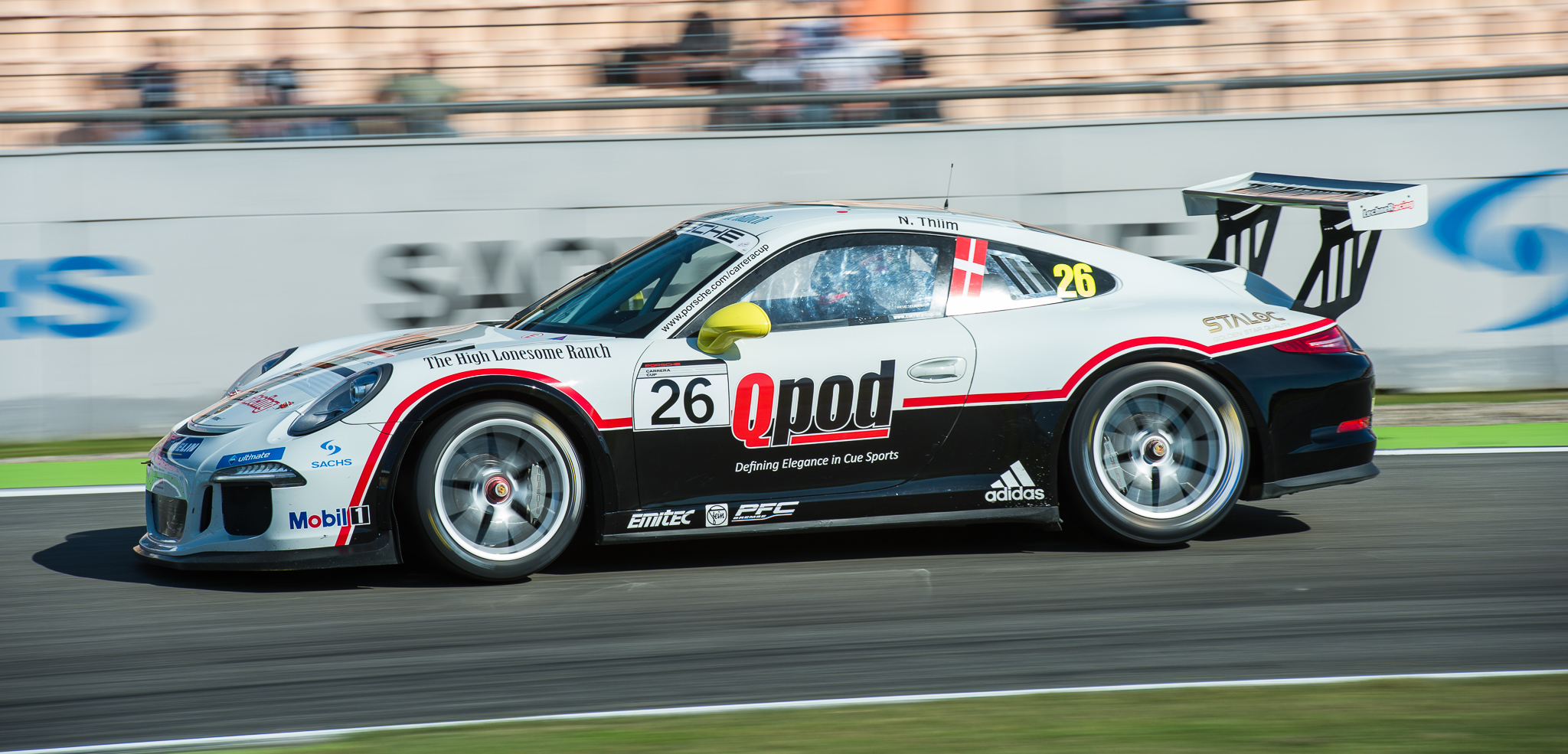
Nicki Thiim op de Hockenheimring in de Duitse Porsche Carrera Cup in 2014.

Nicki Thiim (Sønderborg, 17 april 1989) is een Deens autocoureur. Hij is de zoon van eveneens autocoureur Kurt Thiim. In 2024 won hij de 24 uur van Spa-Francorchamps.

## Carrière
Nadat hij zijn autosportcarrière begon in het karting, stapte Thiim over naar het formuleracing, waar hij de Deense Formule Ford winnend afsloot. In 2007 stapte hij over naar de touring cars, waarin hij vijfde werd in de Duitse Seat León Supercopa en in een BMW 3-serie reed in het Danish Touringcar Championship. In 2008 won hij de Duitse Seat León Supercopa met 8 overwinningen uit 16 races.
In 2009 stapte Thiim over naar de Duitse Porsche Carrera Cup en werd hier vijfde. Tevens won hij de SP3T-klasse in de 24 uur van de Nürburgring in een Volkswagen Scirocco. In 2011 werd hij vierde in de Duitse Porsche Carrera Cup met één overwinning en vier podiumplaatsen.
In 2012 reed Thiim een dubbel programma in de Duitse Porsche Carrera Cup en de Porsche Supercup en werd in beide kampioenschappen derde. Ook stond hij drie keer op het podium in de ADAC GT Masters in een Porsche 911.
In 2013 bleef Thiim actief in beide kampioenschappen. In de Porsche Supercup behaalde hij vier overwinningen en werd hij kampioen, al stond hij voorafgaand aan het laatste raceweekend tweede achter Sean Edwards, die kort voor de seizoensfinale om het leven kwam bij een testongeluk. Ook maakte hij zijn debuut in het FIA World Endurance Championship voor Aston Martin Racing, waarbij hij Allan Simonsen na diens overlijden tijdens de 24 uur van Le Mans van dat jaar verving.
In 2014 reed Thiim in geselecteerde races in het WEC voor Aston Martin Racing naast zijn landgenoten David Heinemeier Hansson en Kristian Poulsen, die hiermee het LMGTE Am-kampioenschap wonnen. Daarnaast keerde hij vanaf het vierde raceweekend terug in de Porsche Supercup en won twee races, waardoor hij achtste werd in de eindstand.
In 2015 reed hij opnieuw enkele raceweekenden in het WEC voor Aston Martin Racing naast zijn landgenoten Marco Sørensen en Christoffer Nygaard. Daarnaast maakte hij dat jaar zijn debuut in de TCR International Series voor het Liqui Moly Team Engstler in een Audi TT Cup tijdens het raceweekend op het Autódromo Internacional do Algarve. Hij behaalde direct pole position voor de eerste race, die hij ook wist te winnen, waardoor hij dertiende werd in de eindstand met 30 punten.